# Comuna Nõva
Nõva este o comună (vald) din Comitatul Lääne, Estonia cu o populație de 484 de locuitori și o suprafață de 129,6 km². Comuna este situată lângă coasta Mării Baltice, la o distanță de 48 km de la Haapsalu, capitala regiunii și 81 km de la Tallinn, capitala republicii. Primarul comunei este Tõnu Eevardi. 
Comuna cuprinde 8 sate. Reședința comunei este satul Nõva.

## Localități componente

### Sate
- Nõva
- Rannaküla
- Variku
- Vaisi
- Nõmmemaa
- Hindaste
- Tusari
- Peraküla